# موسى أ. ماكلولين
موسى أ. ماكلولين (بالإنجليزية: Moses A. McLaughlin)‏ هو فلاح وضابط أمريكي، ولد في 1834 في مقاطعة أنترم في المملكة المتحدة، وتوفي في 1899.